# Koretinec
Koretinec falu Horvátországban, Varasd megyében. Közigazgatásilag  Maruševechez tartozik.

## Fekvése
Varasdtól 14 km-re nyugatra, községközpontjától Maruševectől 2 km-re északnyugatra a Zagorje hegyeinek keleti lábánál, a Drávamenti-síkság szélén enyhén dombos vidéken fekszik. Tulajdonképpen két, egymással párhuzamos utcából áll.

## Története
A falunak 1857-ben 138, 1910-ben 261 lakosa volt. 1920-ig Varasd vármegye Ivaneci járásához tartozott. 2001-ben 110 háza és 424 lakosa volt.

## Külső hivatkozások
- A község hivatalos oldala
- A község információs portálja